# 佐々木晶三
佐々木 晶三（ささき しょうぞう、1956年1月15日 - ）は、山口県出身の現調教師・元騎手。

## 略歴

### 生い立ち
父・星蔵、母・君江の下に姉2人、兄2人の5人姉弟の末っ子として育てられ、少年時代はとにかく遊ぶのが好きで、田圃や自然の中を走り回っていた。川へ行けば魚釣りをよくやり、山に入れば松茸や栗を拾っていた。星蔵は鳴尾競馬場で繋駕速歩競走の厩務員をやっていたことがあり、子供の内の1人を騎手にさせたいという気持ちがあったため、佐々木が勧められた。最初は騎手が何かも分からなかった佐々木であったが、中学2年時に小倉競馬場へ連れて行かれた際に武邦彦の格好良さに憧れ、自分も騎手になりたいと考えるようになる。それからは毎週のように小倉へ連れて行ってもらい、中学を卒業する時期に合わせ、日本中央競馬会長期騎手候補生になるべく受験。会場は小倉で受験者は佐々木1人だけであったが、騎手に憧れてはいたものの「どうしてもなりたいという強い意志があったわけではない」うえ、乗馬経験も無かったため、試験に対する手応えも掴めなかった。そんな感じで合格するとは思っておらず、落ちると思っていた佐々木であったが、合格の報が届く。
驚いた佐々木は中学卒業後に上京するが、馬事公苑へ行く直前に大阪万博へ行き、東京へは夜行列車に揺られて星蔵と一緒に行った。長期騎手候補生22期生の同期には池添兼雄、加藤和宏、小西一男、佐野清広、西園正都、根本康広らがおり、全12人が一部屋に皆で雑魚寝し、朝の起床から夜の就寝まで、びっしりと団体行動であった。勉強も皆で一斉に時間通り机に向かい、初めて馬に乗った時は、その高さに驚いて恐怖しかなかった。それでも馬事公苑を抜け出して田舎へ戻ろうとは考えたこともなく、辞めて帰るという選択肢もなかった。余暇には田舎から持って行ったポータブルステレオでビートルズを聴かせてもらうのが一番の息抜きになり、後は卓球と小さなボウリングゲームを楽しんだ。寮を抜け出して、近くの駄菓子屋に菓子を買いに行くこともあった。厳しい食事制限で毎日空腹であったため、夜に細い窓から脱走して菓子を買いに行ったが、苦労して窓を抜けて、塀をよじ登って、平均台みたいに渡り、地面に下りたところに教官がいたこともあった。必死に走っていたら張ってあったロープに気付かず、それが首に引っ掛かったこともあり、そういった苦労の末に辿り着いた駄菓子屋の従業員が安い菓子を売ってくれたこともあった。

### 騎手時代
1974年に栗東・中村武志厩舎からデビューを果たすが、中村からは毎日、正座で1時間以上も説教された。3月2日の阪神第1競走4歳未勝利・キョウエイライジンで初騎乗初勝利を挙げるが、当時は模擬レースなど無い時代で、スタートの練習すらそれほどやったことは無かった。ゲートが開いたら周囲の皆が速くて面食らい、鞍も不安定で滑って慌て、道中も落ち着く暇が無かった。コース形態すらも分からず、3コーナーを回ったら真っすぐに見えたのを最後の直線だと思って必死に追ったところ、その先にまたカーブ（4コーナー）があって驚く状態であった。とても褒められた騎乗ではなく、訳の分からないままに初騎乗初勝利の偉業を達成し、左手を上げてすぐに裁決に呼ばれて「確定するまで騒ぐんじゃない!!」と叱られた。1年目の同年は5月26日の京都、8月17日の函館、12月14日の阪神で1日2勝を挙げるなど2桁の19勝をマーク。2年目の1975年には12月13日の中京で1日3勝を挙げるなど25勝、3年目の1976年には12月18日の阪神、翌19日の中京と2日連続1日2勝を挙げて自己最多の27勝をマーク。1977年は4年連続2桁となる14勝を挙げるが、14勝中8勝は小倉で挙げたものである。
若手時代に週末の競馬が終わった月曜日の札幌で、体重計に乗ったところ、61kgを超えていたことがあった。この当時から既に毎週10kg程も減量してから50kgで騎乗するのが当たり前であり、月曜日ともなればこの体重になるが、計量時に佐々木は人がいることに気付かず、61kgと計量された途端に後ろから驚きの声が上がった。振り向くと同期の小西がいて、当時を思い出す佐々木は現在でも苦笑している。公には52kgと言っていたが、実際は57kg以上あった。毎週の減量であまり早めに落とすと体力や気力が無くなるため、前日までの減量には限度があり、レース当日になってまだ2kg落とさなくてはいけないなどは普通にあった。週末の騎乗が終わると、顔も足も反動でむくみ、靴を履けないのも茶飯事であった。レース当日に軽い鞍を忘れてきたとか、まだ3kg落とさないといけないなど悪夢を見るようにもなり、目覚めると寝汗をかいていた。デビューして1ヶ月が経過した時点で体重オーバーになり、毎週8~10kgの減量は当たり前になる。2kgオーバーまでは騎乗できる時代であったため、オーバーして乗るのは日常茶飯事であった。50kgの負担重量なら50.4kgでも50kgで発表されるため、佐々木は50.4kgを目指して調整した。極力小さく軽い鞍で、鐙しか付いていないような馬具でも乗ったが、体質的にも骨太である程度先は落としようがなく、重量オーバーで2回も騎手変更になったこともあった。
1979年も引き続き減量に苦しみ、春先の3ヶ月を過ぎても1勝も出来なかったが、中村は福永洋一が引退に追い込まれるほどの大怪我を負ったことにより、ホースメンテスコを回してくれた。ホースメンテスコは調教ではよく乗っていて、怖がりで揉まれたら全く走らない反面物見をする性格を知っていたため、桜花賞ではとにかく逃げることしか考えなかった。本番ではスタートに全神経を注ぐと、真っ先にゲートを飛び出すことが出来たが、当時の阪神1600mはスタートしてすぐにカーブにあったため、スタート後は申し訳なくを他馬に少し邪魔しながらハナを奪った。逃げられたことで道中の手応えは悪くなかったが、3コーナーをカーブし、4コーナーに差しかかるところで大きな水たまりが目に映る。佐々木は「物見をするのでは!?」と思って「頼む!!」と祈りながら鞍上で下を向くが、佐々木の耳に水を叩く音が響き、少ししたら音がしなくなり、顔を上げたら水たまりのところを無事に通過していた。ホッとして最後の直線に向き、結果、ホースメンテスコは最後まで他馬に先頭を譲ることなくゴールし、同年の初勝利を自身唯一の八大競走・クラシック・GI級レース制覇で挙げた。その後の勝利騎手インタビューは特に舞い上がることもなく冷静に対応できたが、インタビュー中はずっと「早くジュースを飲みたい」と考えながら答えていた。桜花賞は55kgでの騎乗であったが、それでも5〜6kgは減量していた。水分を欲して帽子のひさしから伝い落ちる雨の滴を舌を出して飲むほどであり、インタビュー中もジュースを飲むことばかりが頭の中を駆け巡った。桜花賞後も飲み食いして祝う訳にはいかず、質素な食生活を続けたが、クラシックを優勝した余韻はこの後も続いた。佐々木の勝利に周囲も驚き、寮に帰ると、皆に「おめでとう」と言ってもらえた。ある先輩騎手からは「クラシック優勝ジョッキーとなると、今後は今まで以上に注目を集めるから行動には注意しなさい」と声をかけられた。1980年には3年ぶりの2桁となる11勝をマークし、京都新聞杯ではオーバーレインボーでノースガスト・モンテプリンスを破って重賞2勝目を挙げる。1981年には中村が廃業したため、工藤嘉見厩舎に移籍。1982年には3年連続2桁の13勝をマークするが、1983年は2月13日の中京第6競走4歳新馬・キョウエイアイフル、第12競走5歳以上400万下・シュンサクイクノで1日2勝を挙げたのが最後の勝利となった。10月23日の京都第7競走4歳以上400万下・オカノロンバード（12頭中7着）が最後の騎乗となり、同年限りで現役を引退。

### 調教師時代
引退後は杉村一馬厩舎の調教助手（1984年 - 1985年）に転身し、田中耕太郎厩舎（1985年 - 1986年）、坂口正則厩舎（1986年 - 1993年）と移籍。1994年に調教師免許を取得し、同年11月26日の京都第1競走3歳未勝利・ヤマトタイトル（8頭中3着）で初出走を果たす。初勝利は同年12月25日の阪神第2競走3歳未勝利の同馬で、延べ10頭目であった。
1996年のデイリー杯3歳ステークスをシーキングザパールで制して重賞初勝利を挙げると、同馬は厩舎GI初出走となる阪神3歳牝馬ステークスにも出走。翌1997年のシンザン記念に勝ったが、ローテーションなどで馬主と対立し、レース後に同馬は森秀行厩舎へ転厩となった。
2003年のジャパンカップをタップダンスシチーで制し、調教師としてのGI初勝利を挙げると、続くようにコスモサンビームが朝日杯フューチュリティステークスを勝利。以降は順調に勝利数を伸ばし、栗東の有力厩舎の一つに数えられるようになり、レース前のインタビュー等で強気なコメントをすることが多く見られる。佐藤哲三を主戦騎手として厩舎の管理馬に騎乗させるケースが多かったが、佐藤は佐々木に対する尊敬と親しみを込めて「晶ちゃん先生」と呼んでいる。それ以外では田中克典や中村将之が多く起用される傾向があり、以前は武豊の起用は少なかったが、近年は増加傾向にある。
2004年7月25日、小倉11Rでマイネルジャパンが1着となり、現役116人目となるJRA通算200勝を2039戦目で達成した。
2008年7月20日、函館6Rでマイネルオールが1着となり、現役77人目となるJRA通算300勝を3100戦目で達成。
2012年7月7日、中京5Rでアップトゥデイトが1着となり、現役47人目のJRA通算400勝を4192戦目で達成。
2013年、キズナで東京優駿（日本ダービー）を制し、ダービートレーナーとなる。なおキズナに騎乗していたのは管理馬であったインティライミを東京優駿で2着に退けて優勝したディープインパクトの鞍上武豊であった。
2017年9月16日、阪神8Rでアップトゥデイトが1着となり、史上136人目、現役29人目となるJRA通算500勝を達成した。
2022年2月20日、阪神6Rでアネゴハダが1着となり、史上100人目、現役18人目となるJRA通算600勝を6687戦目で達成した。
2025年8月16日、新潟ジャンプステークスでインプレスが1着となり新潟競馬場での重賞初制覇。この勝利で史上8人目となる全10場重賞制覇を達成。なお同馬は東京優駿に勝利した管理馬キズナの産駒であった。

## 騎手成績
| 通算成績 | 1着 | 2着 | 3着 | 騎乗回数 | 勝率 | 連対率 |
| -------- | --- | --- | --- | -------- | ---- | ------ |
| 平地     | 137 | 112 | 110 | 1182     | .116 | .211   |
| 障害     | 0   | 0   | 0   | 1        | .000 | .000   |
| 計       | 137 | 112 | 110 | 1183     | .116 | .210   |

|                    | 日付          | 競馬場・開催 | 競走名     | 馬名               | 頭数 | 人気 | 着順 |
| ------------------ | ------------- | ------------ | ---------- | ------------------ | ---- | ---- | ---- |
| 初騎乗・初勝利     | 1974年3月2日  | 1回阪神3日1R | 4歳未勝利  | キョウエイライジン | 10頭 | 3    | 1着  |
| 重賞初騎乗         | 1974年4月14日 | 1回小倉8日8R | 小倉大賞典 | タイラップ         | 15頭 | 15   | 15着 |
| GI級初騎乗・初勝利 | 1979年4月8日  | 2回阪神6日7R | 桜花賞     | ホースメンテスコ   | 22頭 | 15   | 1着  |

### 主な騎乗馬
※太字はGI競走。
- ホースメンテスコ（1979年桜花賞）
- オーバーレインボー（1980年京都新聞杯）

## 調教師成績
|            | 日付           | 競馬場・開催  | 競走名         | 馬名               | 頭数 | 人気 | 着順 |
| ---------- | -------------- | ------------- | -------------- | ------------------ | ---- | ---- | ---- |
| 初出走     | 1994年11月26日 | 1回京都7日1R  | 3歳未勝利      | ヤマトタイトル     | 8頭  | 2    | 3着  |
| 初勝利     | 1994年12月25日 | 7回阪神8日2R  | 3歳未勝利      | ヤマトタイトル     | 11頭 | 1    | 1着  |
| 重賞初出走 | 1995年4月2日   | 4回京都4日11R | 大阪杯         | フジノショウブ     | 13頭 | 13   | 12着 |
| 重賞初勝利 | 1996年10月19日 | 4回京都5日11R | デイリー杯3歳S | シーキングザパール | 16頭 | 1    | 1着  |
| GI初出走   | 1996年12月1日  | 5回阪神2日11R | 阪神3歳牝馬S   | シーキングザパール | 10頭 | 1    | 4着  |
| GI初勝利   | 2003年11月30日 | 4回東京8日10R | ジャパンC      | タップダンスシチー | 18頭 | 4    | 1着  |

## 主な管理馬
※括弧内は当該馬の優勝重賞競走、太字はGI級競走。
- シーキングザパール（1996年デイリー杯3歳ステークス、1997年シンザン記念）
- サクラエキスパート（1997年愛知杯）
- オーバーザウォール（1998年福島記念）
- マイネルビンテージ（2000年京成杯）
- マイネルジャパン（2000年函館3歳ステークス）
- タップダンスシチー（2002年朝日チャレンジカップ、2003年金鯱賞、京都大賞典、ジャパンカップ、2004年金鯱賞、宝塚記念、2005年金鯱賞）
- タカラシャーディー（2003年毎日杯）
- カゼニフカレテ（2003年愛知杯）
- コスモサンビーム（2003年朝日杯フューチュリティステークス）
- サクラセンチュリー（2004年鳴尾記念、2005年日経新春杯、アルゼンチン共和国杯）
- インティライミ（2005年京都新聞杯、2006年朝日チャレンジカップ、京都大賞典）
- オペラシチー（2005年目黒記念）
- マイネソーサリス（2005年愛知杯）
- サンバレンティン（2006年福島記念、2007年七夕賞）
- アーネストリー（2009年中日新聞杯、2010年金鯱賞、札幌記念、2011年宝塚記念）
- ショウリュウムーン（2010年チューリップ賞、2011年京都牝馬ステークス、2012年朝日チャレンジカップ）
- キズナ（2013年毎日杯、京都新聞杯、東京優駿、ニエル賞、2014年大阪杯）
- アップトゥデイト（2015年中山グランドジャンプ、小倉サマージャンプ、中山大障害、2017年阪神ジャンプステークス、2018年阪神スプリングジャンプ、阪神ジャンプステークス）
- ウェスタールンド（2020年アンタレスステークス）
- ショウリュウイクゾ（2021年日経新春杯[18]）
- シャムロックヒル（2021年マーメイドステークス）
- ゲンパチルシファー（2022年プロキオンステークス）[19]
- ラムジェット（2024年ユニコーンステークス、東京ダービー）
- インプレス（2025年新潟ジャンプステークス）